# Fogonero

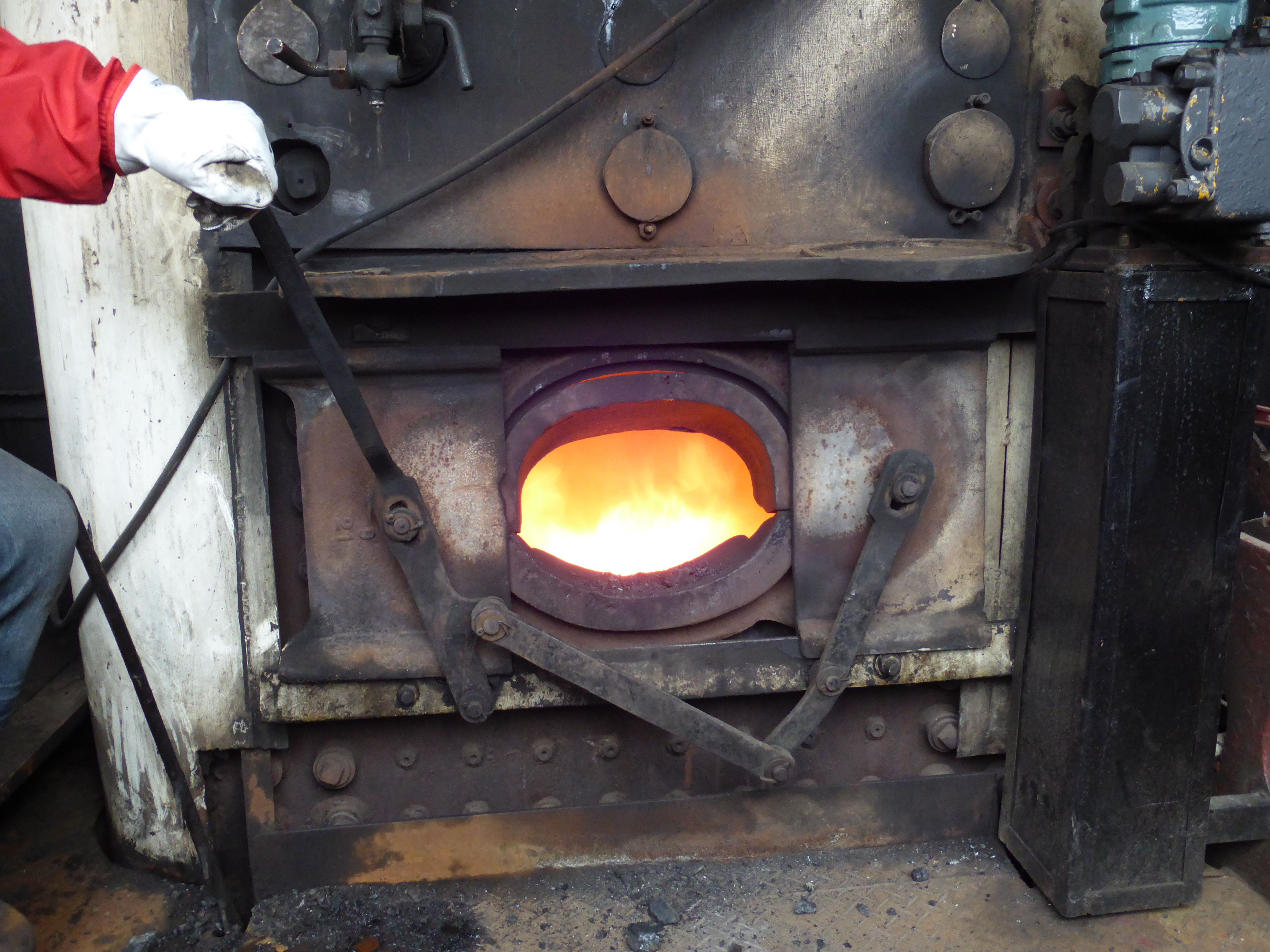
El fogonero abre la puerta del hogar, de la locomotora de vapor número 607, año 1913. Estación Central de Santiago de Chile, durante el Día del Patrimonio Cultural.

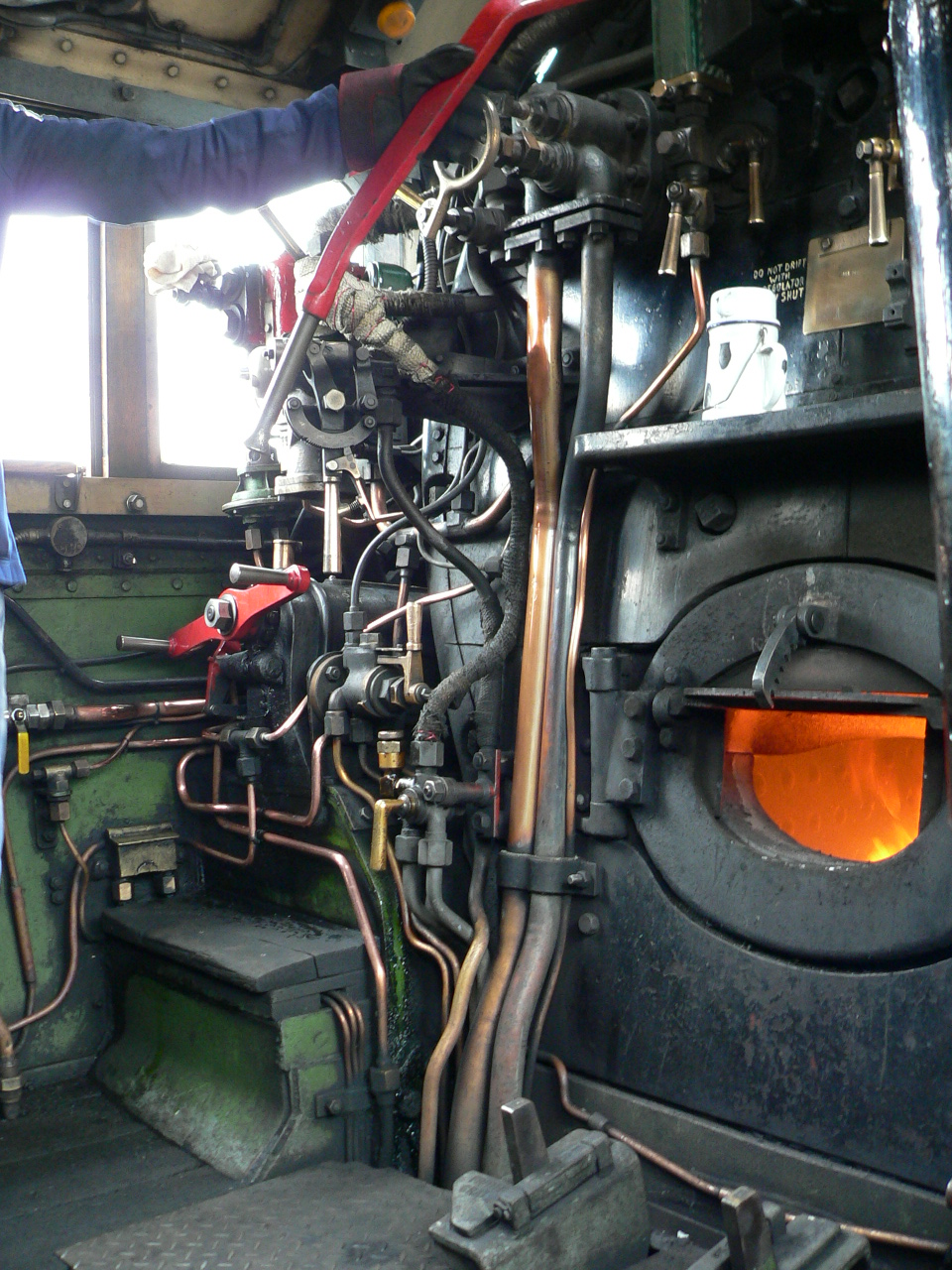
Otra caldera encendida.

El fogonero era el empleado auxiliar del maquinista que tenía por obligación principal alimentar el fuego de la locomotora en los ferrocarriles y del hogar en general en toda máquina de vapor, auxiliar en la limpieza y engrase, y además en las vías férreas servir el freno del ténder.
Para disminuir el trabajo del maquinista y poder suplirle en caso necesario durante la marcha, los fogoneros solían conducir la máquina en las maniobras de estación, siendo su ascenso natural a maquinistas, resultando tener las mejores condiciones para ello. El fogonero observaba en marcha las señales de la vía y cuando no tenía ocupación en la máquina debía ir asido al freno del ténder especialmente en los puntos que ofrecían peligro y, sobre todo, en las bajadas.
Cuatro clases de fogoneros existían en las grandes compañías de ferrocarriles:
- Auxiliar
- De tercera clase
- De segunda clase
- De primera clase

Para ser fogonero auxiliar era necesario haber trabajado en los talleres de construcción o reparación de máquinas y comprender el modo de funcionamiento de sus partes para poder hacer en marcha las reparaciones pertinentes. 
El fogonero debía acreditar por medio de examen ante un jefe de depósito de locomotoras y un jefe maquinista que poseía los conocimientos necesarios para manejar una máquina, así como hacer las reparaciones mencionadas. Se entraba por la categoría de auxiliar y se seguían los ascensos naturales hasta fogonero de primera clase, siendo el ascenso inmediato a maquinista de última clase.
- Datos: Q1147709
- Multimedia: Stokers / Q1147709